# Tríptico da Natividade
Tríptico da Natividade ou Tríptico Portugal é um altar portátil de madeira de cedro revestida a prata de autor anónimo, possivelmente proveniente de Avinhão, datada entre 1376 e 1425. É um tesouro nacional português e a maior atração do Museu de Alberto Sampaio, em Guimarães, para além de ser considerada uma obra ímpar da arte gótica europeia.

## Iconografia
| Volante esquerdo                | Corpo central | Volante direito         |
| ------------------------------- | ------------- | ----------------------- |
| Anunciação                      | Natividade    | Anunciação aos pastores |
| Apresentação de Jesus no Templo | Natividade    | Adoração dos Magos      |

O tríptico fechado mostrava uma anunciação aos pastores, pintura posterior de qualidade muito modesta.

## Origem lendária e simbolismo

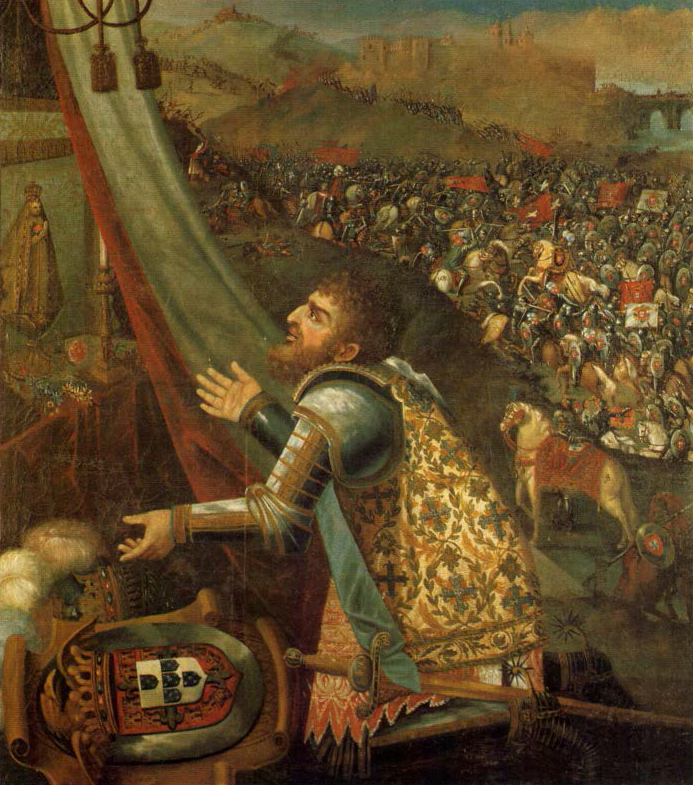
D. João I invocando Nossa Senhora da Oliveira na Batalha de Aljubarrota, Frei Manuel dos Reis, 1665, Museu de Alberto Sampaio

Conta a lenda que este tríptico é uma oferta do rei D. João I a Santa Maria como pagamento de promessa pela vitória na Batalha de Aljubarrota. Quanto à sua origem existem duas versões: poderá ter sido encomendada pelo próprio rei português ou recolhida como troféu dos pertences que o rei castelhano terá deixado para trás devido à retirada inesperada.
A sua origem e a presença no tríptico de anjos segurando o escudo português, fizeram dele um símbolo durante a restauração da independência e o Estado Novo.